# 比雷赫

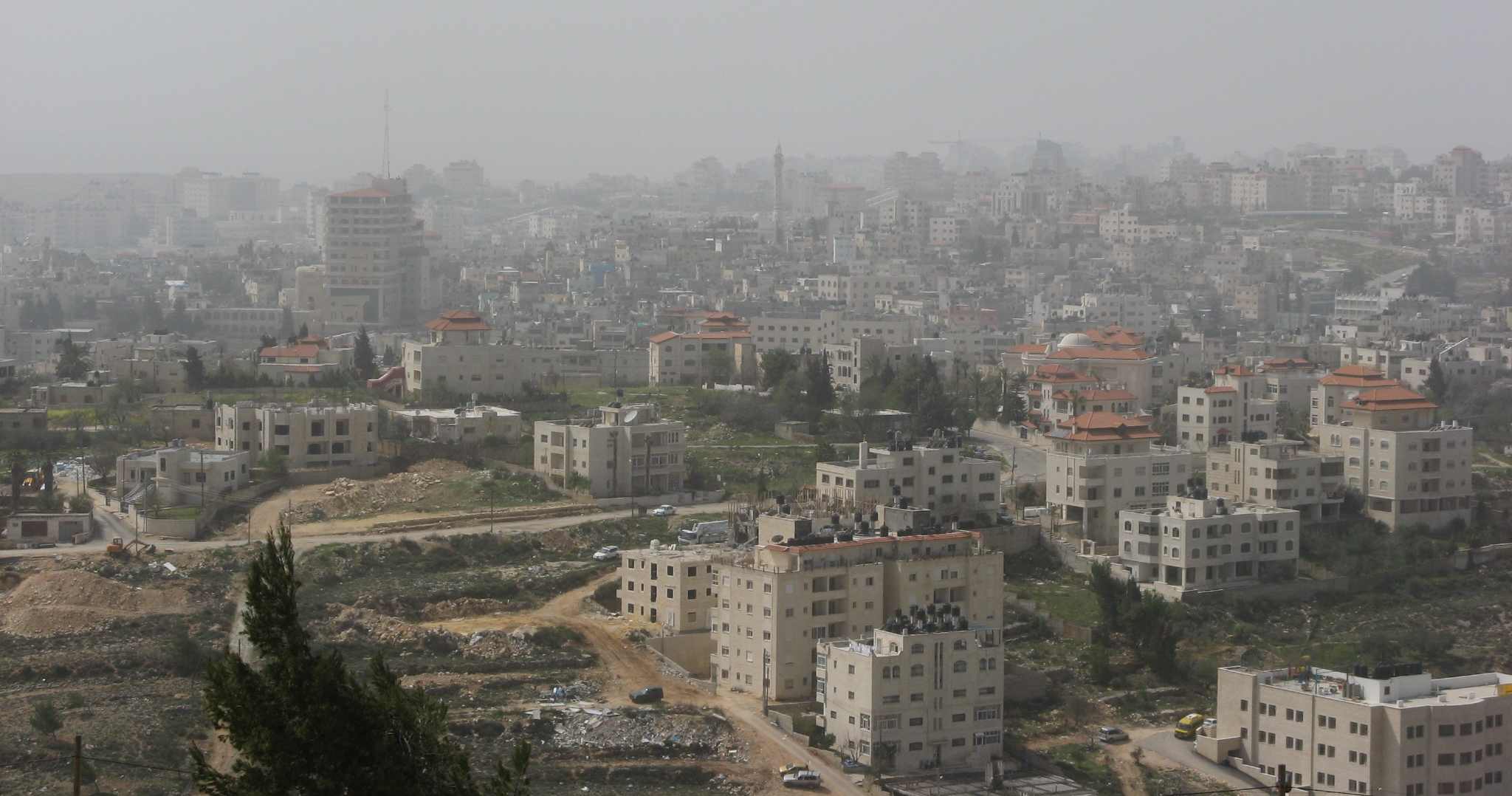
比雷赫

比雷赫是約旦河西岸地區的一座城市，位于耶路撒冷以北约15（9.3英里）处。 它是巴勒斯坦國拉马拉和比雷赫省的省會，海拔860（2,820英尺），面积22.4平方（8.6平方英里） 。

## 歷史
十字軍東征期間當地曾被十字军统治。布永的戈弗雷將比雷赫送給圣墓教堂。萨拉丁占领比雷赫後一度摧毁當地，但當地在阿尤布王朝时期重建。奥斯曼帝国时期，这里的人口一直以穆斯林为主。 1948年阿拉伯-以色列戰爭后，它被约旦统治，1967年第三次中东战争后又被以色列占领。
奧斯陸協議簽署後，比雷赫一直由巴勒斯坦民族权力机构實際管理（A区的一部分）。包括巴勒斯坦中央统计局在內的多個巴勒斯坦政府機構總部位於當地。根据巴勒斯坦中央统计局於2017年的人口普查显示，當地人口约为45,975 人。